# Lusius
Lusius is een geslacht van insecten uit de orde vliesvleugeligen (Hymenoptera) en de familie Ichneumonidae.

## Soorten
- L. aborensis (Morley, 1914)
- L. anguinus (Cresson, 1874)
- L. apollos (Morley, 1913)
- L. ferrugineus Graf, 2000
- L. gracilis Kusigemati, 1986
- L. macilentus Tosquinet, 1903
- L. tenuissimus (Heinrich, 1938)